# Morelandite
La morelandite è un minerale appartenente al gruppo dell'hedyphane.